# Die Stunde der Entscheidung
Die Stunde der Entscheidung ist ein US-amerikanisches Stummfilmdrama aus dem Jahr 1928 von Henry King und Sam Taylor mit Norma Talmadge und Gilbert Roland in den Hauptrollen. Der Film wurde von United Artists in den Verleih gebracht und basiert auf dem Bühnenstück The Woman Disputed von Denison Clift, das seinerseits auf der Kurzgeschichte Fettklößchen von Guy de Maupassant basierte.

## Handlung
Paul Hartman, ein umgänglicher österreichischer Offizier, und sein ergebener Freund Nika Turgenov, ein stolzer russischer Leutnant auf Urlaub in Österreich, kümmern sich gemeinsam um die Gesundheit von Mary Ann Wagner, einer Prostituierten mit edlem Herzen, die ihrem Leben ein Ende setzen wollte.

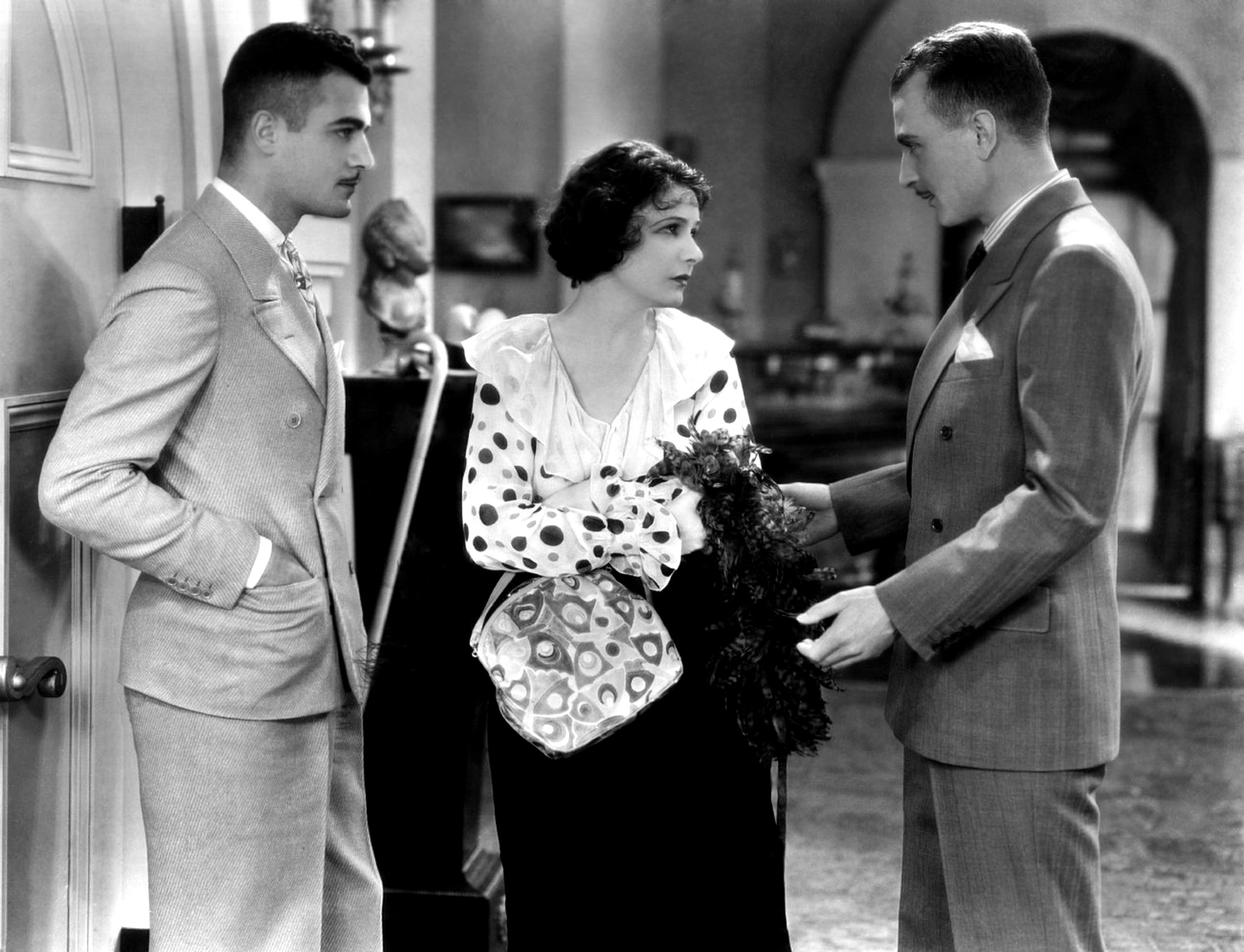
Szenenfoto mit Gilbert Roland (l.), Norma Talmadge und Arnold Kent

Zwischen Russland und Österreich wird der Krieg erklärt, beide Männer werden angewiesen, sich bei ihren Regimentern zu melden. Mary verspricht, Paul zu heiraten, und Nika schwört Rache. Eine von Nika angeführte Einheit der russischen Armee besetzt Lemberg. Da Nika vermutet, dass ein Spion die Position seiner Stellungen weitergibt, verhängt er eine Ausgangssperre. Ein Priester, Pater Roche, und drei prominente Bürger der Stadt werden beim Fluchtversuch gefasst. Sie werden zum Tode durch Erschießung verurteilt, weil sie militärischen Befehlen nicht gehorcht haben. Ohne sich um ihr eigenes Wohlergehen zu sorgen, lehnt Mary Nikas Vorschlag ab, freiwillig zu ihm zu kommen, woraufhin er alle Beteiligten freilassen würde. Der Priester, ein österreichischer Spion, enthüllt Mary seine Identität, beeindruckt sie mit ihrer Pflicht gegenüber ihrer Nation und zeigt ihr, wie seine Freiheit und eine Chance zur Flucht der österreichischen Armee den Sieg bringen würden. Mary geht zu Nika und verbringt die Nacht mit ihm, was Roche zur Flucht verhilft.
Am nächsten Tag erobert die österreichische Armee, geleitet vom Geheimdienstbericht des Spions, Lemberg zurück und Paul erfährt von Marys Opfer. Zunächst weigert er sich, ihr zu vergeben, aber als 10.000 Männer aus Dankbarkeit zu ihren Füßen niederknien, schließt sich Paul ihnen an.

## Hintergrund
Gedreht wurde der Film ab dem 21. März 1928.
William Cameron Menzies oblag die künstlerische Leitung. Robert Florey arbeitete als Regieassistent, assistieren von H. Bruce Humberstone.
Der Song Woman Disputed, I Love You wurde von Edward Grossman und Ted Ward komponiert.
Für Arnold Kent war es die letzte Filmrolle. Kurz nach der Uraufführung starb er bei einem Verkehrsunfall.

## Veröffentlichung
Die Premiere des Films fand im September 1928 statt. 1929 kam er im Deutschen Reich, 1930 in Österreich in die Kinos. Hier wurde er auch unter dem Titel Tarnopol 1914 gezeigt.

## Kritiken
Mordaunt Hall von der The New York Times schrieb, dass Guy de Maupassants Geschichte mehrmals verfilmt wurde, aber nie so gut wie in diesem aktuellen Werk. Zwei Regisseure werden für die Produktion dieses Films verantwortlich gemacht: Henry King, der die gesamte Produktion zuerst inszenierte, und Sam Taylor, der die Schlusssequenzen anhängte. Mr. Kings Eröffnungsszenen seien nicht wenig langsam, mit einem Übermaß an Nahaufnahmen und der Darstellung von ausgelassenen Ereignissen, die aus einer Tragödie entstehen. Doch diese Einblicke seien wunderschön fotografiert, und sobald Österreich und Russland im Krieg seien, liefere Mr. King einige mitreißende Szenen. Er setze seine Charaktere gekonnt ein und leiste tapfere Arbeit mit einer altbekannten Situation.